# Varius Manx
Varius Manx är en polsk poprockgrupp. Den bildades i Łódź 1989. Förutom låtskrivaren och keyboardisten Robert Janson har gruppen präglats av ett antal kvinnliga sångerskor – främst Anita Lipnicka, Kasia Stankiewicz och Monika Kuszyńska. Fram till och med 2018 har gruppen givit ut 11 studioalbum – alla utom de två första med namn på E. 

## Biografi

### Tidiga år
Gruppen bildades 1989 i Łódź. Grundarmedlemmarna var Robert Janson och bröderna Michał och Paweł Marciniak, tidigare del av den lokala musikgruppen Skewer.
1990 spelades instrumentalalbumet The Beginning in, och året efter kom det ut på skiva på skivbolaget SPV. Albumet var inspirerat av både jazz och ambient musik.
1992, med flera nya medlemmar i gruppen, inleddes produktionen på albumet The New Shape. Det kom ut 1993 på bolaget SPV Poland. Denna gång ingick sång, i första hand via Robert Janson, och den unga kvinnliga artisten Edyta Bartosiewicz bidrog med körsång. Inget av de båda första albumen blev dock några större framgångar.

### Stora framgångar med Lipnicka och Stankiewicz
På senhösten 1993 tillkom Anita Lipnicka till bandet. Med henne som sångerska producerade man in material för det tredje studioalbumet. I början av 1994 skrev man kontrakt med skivbolaget Zic Zac, och singeln "Zanim zrozumiesz" blev en stor radiohit. Under försommaren kom Emu ut på kassett och CD, ett album som redan i september samma år hade sålt i över 100 000 exemplar och till slut nådde över 200 000 exemplar. Gruppen fick motta pris vid årets stora musikfestival i Sopot, och en större turné genomfördes under hösten. I årssummeringarna för 1994 utnämndes Varius Manx till bästa grupp på ett antal olika håll, medan Anita Lipnicka av flera tidningar utsågs till årets nykomling.
1995 släpptes nästa albu, Elf. Materialet spelades in tillsammans med den nye bandmedlemmen Rafał Kokot (saxofonist), medan sångtrion De Su stod för körsången. Gruppen hade nu i stort sett övergått till att sjunga på polska. Albumförsäljningen den första försäljningsdagen låg på 120 000, och totalt sålde det i över en halv miljon exemplar.
I slutet av 1995 bestämd sig Anita Lipnicka för att lämna bandet och lansera en solokarriär. Ny vokalist blev den då 18-åriga Katarzyna Stankiewicz. 1996 spelades gruppens femte album in, Elf (återigen en tre bokstäver lång titel på E), och även denna produktion nådde 500 000 exemplar i försäljning.
1997 producerade Robert Janson bland annat musiken till dramafilmen Nocne graffiti, med Kasia Kowalska i en av de ledande rollerna. I september kom dock End, Varius Manx sjätte studioalbum. Därefter ägnade både Janson och Stankiewicz tid åt att lansera varsitt soloalbum.
Våren 2000 återkom Varius Manx som grupp igen, denna gång dock utan saxofonisten Kokot som lämnat bandet. Ett Greatest Hits-album sattes samman, och ett par singlar gavs ut. Senare under året lämnade Kasia Stankiewicz gruppen, och som hennes ersättare kom Monika Kuszyńska.

### Olika projekt, olycka
2001 lanserades gruppens sjunde studioalbum, betitat Eta. Samma år belönades Varius Manx med en diamantskiva för sin samlade försäljning.
2002 vann Varius Manx första pris på Östersjöfestivalen i svenska Karlshamn. Året efter deltog man i den polska uttagningen till Eurovision Song Contest, med låten "Sonny", och man spelade in en polskspråkig version av den Youssou N'Dours och Neneh Cherrys. internationella hit "7 Seconds".
2004 släpptes albumet Emi. Under året firades gruppens 15-årsjubileum på Opole-festivalen.
2006 spelades en samling av Varius Manx mest framgångsrika låtar in av symfoniorkester. I maj drabbades bandet av en svår motgång, då flera av bandmedlemmarna skadades i en bilolycka. Janson bröt axeln och fick punkterad lunga, medan Kuszyńska skadade ryggraden; sedan dess är hon förlamad under midjan.

### Senare år
2010 avslutades Kuszyńskas medverkan i bandet, sedan den delvis rehabiliterade sångerskan bestämt sig för att fokusera sig på sin solokarriär. Hennes ersättare blev Anna Józefina Lienicka, som spelade med bandet för första gången redan samma månad. Året efter kom det nya albumet Eli, sju efter förra albumutgåvan.
I juni 2013 offentliggjordes att Edyta Kuczyńska var ny sångerska i Varius Manx. Året efter släpptes flera singlar.
2016 skedde ett nytt byte vid sångarmikrofonen, sedan det blivit klart att den tidigare bandmedlemmen Kasia Stankiewica åter förenat sig med de andra i Varius Manx. Gruppen genomförde under året en stor turné, efter 25 år av albumproduktioner. Våren 2018 släpptes albumet Ent, och återigen inleddes en större turné.

## Bildgalleri

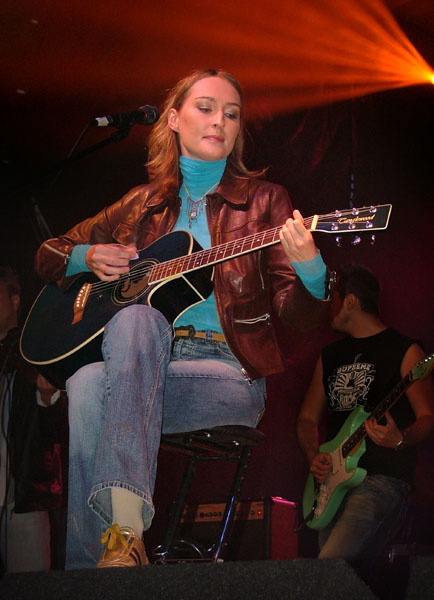
Anita Lipnicka, sångerska 1993–95.
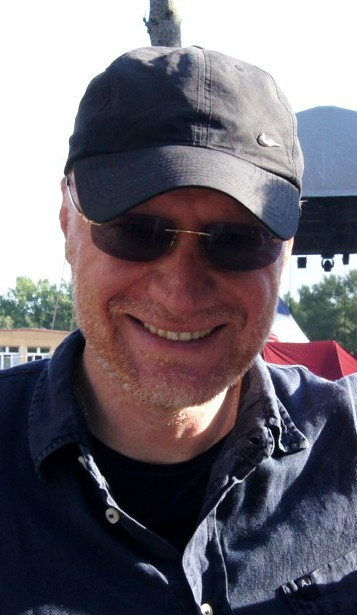
Robert Janson, låtskrivare och keyboardist.
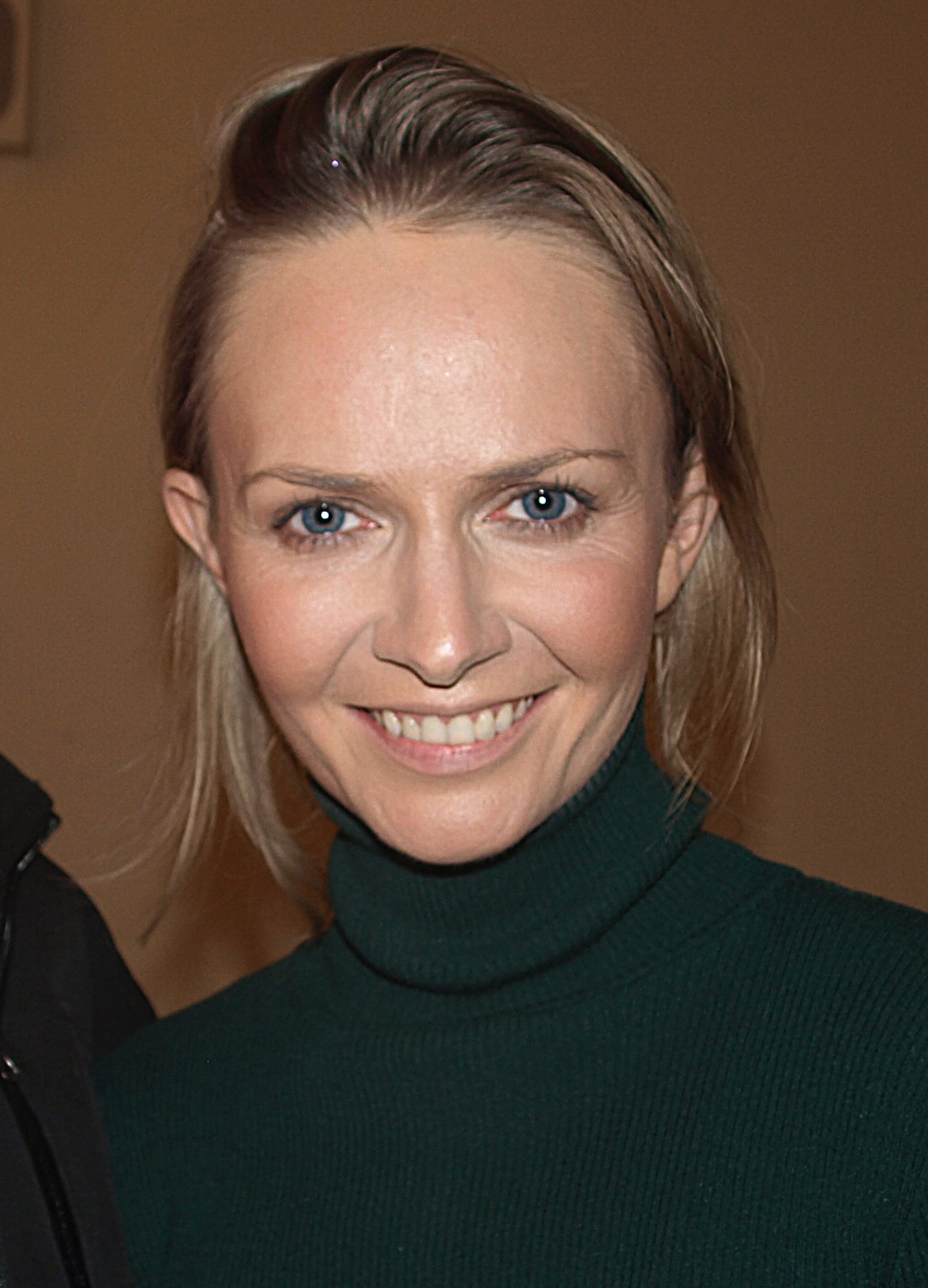
Kasia Stankiewicz, sångerska 1996–2000 och från 2015.
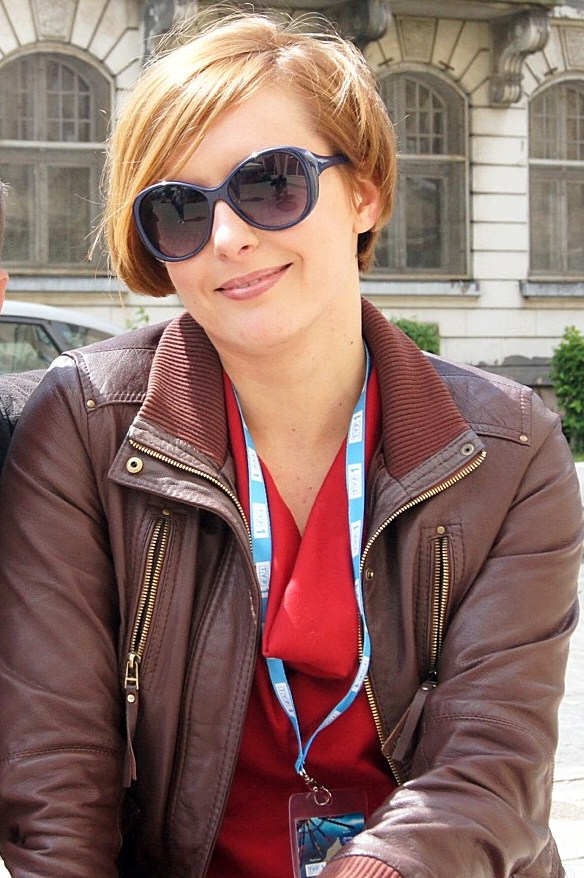
Monika Kuszyńska, sångerska 2000–10.
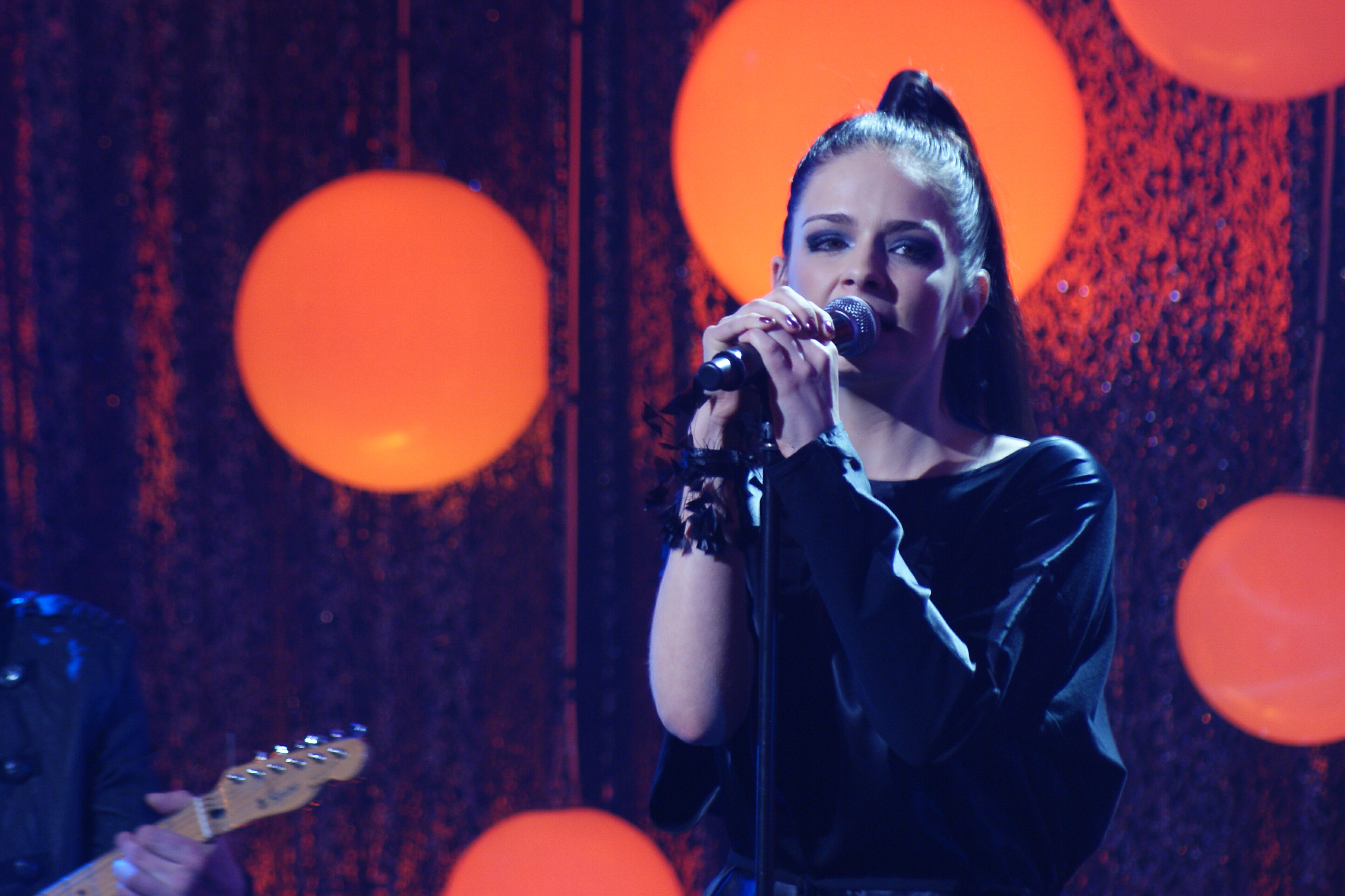
Anna Józefina Lubiencska, sångerska  2010–13.
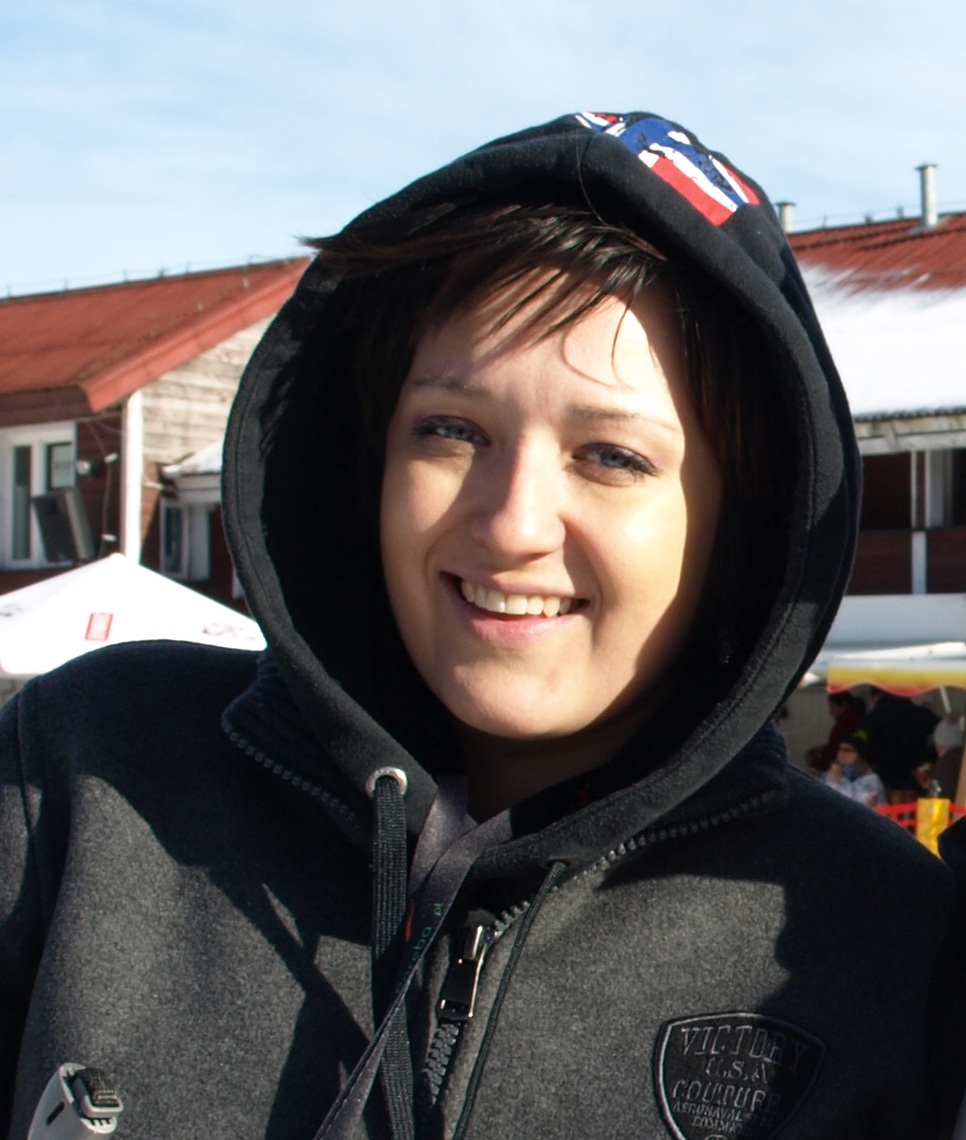
Edyta Kuczyńska, sångerska 2013–15.

## Diskografi (studioalbum)
| År   | Album                               | Polsk listplacering | Certifiering      |
| ---- | ----------------------------------- | ------------------- | ----------------- |
| 1991 | The Beginning, utgivare: SPV Poland |                     | –                 |
| 1993 | The New Shape, SPV Poland           | –                   |                   |
| 1994 | Emu, Zic Zac                        | –                   | - 4× platina      |
| 1995 | Elf, Zic Zac                        | –                   | - POL: 5× platina |
| 1996 | Ego, Zic Zac                        | –                   | - POL: 2× platina |
| 1997 | End,, Zic Zac                       | –                   | - POL: platina    |
| 2001 | Eta, Pomaton                        | 13                  |                   |
| 2002 | Eno, Pomaton EMI                    | 15                  |                   |
| 2004 | Emi, Pomaton EMI                    | –                   |                   |
| 2011 | Eli, Sony Music                     | 7                   |                   |
| 2018 | Ent, Agora                          | 6                   |                   |